# Sabine Kusterer
Sabine Beate Kusterer, född 4 januari 1991 i Karlsruhe, är en tysk tyngdlyftare. Hon tävlar för klubben KSV Durlach.

## Karriär
Kusterer började med judo som femåring och tävlade i det fram till hon var 17 år. Som 15-åring började Kusterer med tyngdlyftning efter att misslyckats med att kvala in till europeiska juniormästerskapet i judo 2006. Samma år blev hon tysk ungdomsmästare och 2007 tog Kusterer brons i stöt efter att ha lyft 90 kg i 58 kg-klassen vid ungdoms-EM.
2010 gjorde Kusterer sin första seniortävling och hon slutade 17:e plats i 58 kg-klassen vid VM i Antalya. Följande år gjorde hon sin EM-debut i Kazan, där det blev en 7:e plats i samma viktklass. 2014 slutade Kusterer på 6:e plats i 63 kg-klassen vid EM i Tel Aviv. Vid olympiska sommarspelen 2016 i Rio de Janeiro slutade hon på 10:e plats i 58 kg-klassen efter att ha lyft totalt 200 kg.
Vid olympiska sommarspelen 2020 i Tokyo lyfte Kusterer totalt 198 kg och slutade på 10:e plats i 59 kg-klassen.

## Tävlingar
| År   | Tävling                       | Viktklass | Ryck  | Stöt   | Totalt | Placering |
| ---- | ----------------------------- | --------- | ----- | ------ | ------ | --------- |
| 2009 | Europeiska juniormästerskapen | 63 kg     | 84 kg | 104 kg | 188 kg | 5         |
| 2010 | Världsmästerskapet            | 58 kg     | 83 kg | 101 kg | 184 kg | 17        |
| 2010 | Europeiska juniormästerskapen | 58 kg     | 85 kg | 101 kg | 186 kg | 4         |
| 2011 | Europamästerskapet            | 58 kg     | 85 kg | 103 kg | 188 kg | 7         |
| 2011 | Världsmästerskapet            | 58 kg     | 87 kg | 105 kg | 192 kg | 21        |
| 2012 | Europamästerskapet            | 58 kg     | 87 kg | 105 kg | 192 kg | 9         |
| 2013 | Europamästerskapet            | 58 kg     | 85 kg | 103 kg | 188 kg | 7         |
| 2013 | Sommaruniversiaden            | 63 kg     | 88 kg | 110 kg | 198 kg | 7         |
| 2014 | Europamästerskapet            | 63 kg     | 93 kg | 112 kg | 205 kg | 6         |
| 2014 | Världsmästerskapet            | 63 kg     | 92 kg | 111 kg | 203 kg | 19        |
| 2016 | Olympiska spelen              | 58 kg     | 90 kg | 110 kg | 200 kg | 10        |
| 2017 | Sommaruniversiaden            | 63 kg     | 83 kg | 103 kg | 186 kg | 14        |
| 2018 | Världsmästerskapet            | 59 kg     | 89 kg | 109 kg | 198 kg | 16        |
| 2019 | Europamästerskapet            | 59 kg     | 94 kg | –      | 0 kg   | –         |
| 2019 | Cup of the Blue Swords        | 64 kg     | 94 kg | 114 kg | 208 kg | 1         |
| 2019 | Världsmästerskapet            | 64 kg     | 95 kg | 115 kg | 210 kg | 16        |
| 2019 | Mediterranean Cup             | 64 kg     | 97 kg | 116 kg | 213 kg | 3         |
| 2019 | Qatar International Cup       | 76 kg     | 94 kg | 119 kg | 213 kg | 6         |
| 2020 | Roma 2020 World Cup           | 76 kg     | –     | –      | 0 kg   | –         |
| 2021 | Europamästerskapet            | 64 kg     | 94 kg | 116 kg | 210 kg | 7         |
| 2021 | Open Championships            | 59 kg     | 94 kg | 113 kg | 207 kg | 5         |